# 雅克·库特罗
雅克·库特罗（法語：Jacques Coutrot，1898年4月10日—1965年9月17日），法国男子击剑运动员。他曾获得1924年夏季奥运会男子花剑团体金牌和1936年夏季奥运会男子花剑团体银牌。他也在1949年至1952年间担任国际击剑联合会主席。